# Kraftwerk Federico II
Das Kraftwerk Federico II (italienisch Centrale Termoelettrica di Brindisi Sud, ursprünglich Kraftwerk Brindisi Sud) ist ein Kohlekraftwerk in der Provinz Brindisi, Italien, das an der Straße von Otranto ca. 12 km südlich der Stadt Brindisi gelegen ist.
Das Kraftwerk wurde 2002 nach Friedrich II. benannt. Es ist im Besitz der Enel Produzione S.p.A. (EP), einer Tochter von Enel, und wird auch von EP betrieben.

## Daten
Mit einer installierten Leistung von 2.640 MW ist Federico II das leistungsstärkste Kohlekraftwerk in Italien (Stand Juli 2016). Es dient zur Abdeckung der Grundlast. Die Jahreserzeugung lag 2012 bei 12,97 Mrd. kWh. Das Kraftwerk benötigt ca. 5 Mio. Tonnen Kohle pro Jahr.

## Kraftwerksblöcke
Das Kraftwerk besteht aus insgesamt vier Blöcken, die von 1991 bis 1993 in Betrieb gingen. Die folgende Tabelle gibt einen Überblick:
| Block | Max. Leistung (MW) | Betriebsbeginn | Turbine | Generator | Dampfkessel | Status                         |
| ----- | ------------------ | -------------- | ------- | --------- | ----------- | ------------------------------ |
| 1     | 660                | 1991           | Ansaldo | Tosi      | Ansaldo     |                                |
| 2     | 660                | 1992           | Ansaldo | Tosi      | Ansaldo     | Stilllegung für 2021 beantragt |
| 3     | 660                | 1992           | Ansaldo | Tosi      | Ansaldo     |                                |
| 4     | 660                | 1993           | Ansaldo | Tosi      | Ansaldo     |                                |

Die 4 Kraftwerksblöcke verfügen über einen gemeinsamen Schornstein (Höhe 200 m, Durchmesser 28 m). Der Block 2 soll am 1. Januar 2021 stillgelegt werden.

## Sonstiges
Der WWF führte das Kraftwerk 2007 mit 14,4 Mio. Tonnen an Stelle 25 der 30 größten CO2-Emittenten in Europa. 2010 ging eine Versuchsanlage zur CO2-Abscheidung und -Speicherung in Betrieb. Um die Umweltbelastung durch Kohlestaub zu verringern, wurden 2013 zwei geodätische Kuppeln (Höhe 49 m, Durchmesser 144 m) errichtet.